# Adam Davies
Adam Rhys Davies (Rinteln, Baja Sajonia, Alemania, 17 de julio de 1992) es un futbolista galés. Juega de portero y su equipo es el Sheffield United F. C. de la EFL Championship de Inglaterra. Es internacional absoluto con la selección de Gales desde el año 2019.
Davies comenzó su carrera profesional en el Sheffield Wednesday, luego de jugar en las inferiores del Everton. No debutó en el equipo de Sheffield y dejó el club en junio de 2014 para fichar por el Barnsley Football Club. En Oakweel, Davies logró el ascenso en la League One 2015-16, descendió con el club en la Championship 2017-18 y consiguió nuevamente el ascenso en la temporada 2018-19. En junio de 2019 el portero galés fichó por el Stoke City.

## Trayectoria

### Inicios
Davies comenzó su carrera en las inferiores del Everton a la edad de 14 años. Fue nombrado jugador de la temporada de las inferiores en 2009-10. Fue parte del primer equipo en una gira de pretemporada por Estados Unidos en julio de 2011, para luego jugar por el equipo reserva ese año. Dejó el club al término de la temporada 2011-12.
Fichó por el Sheffield Wednesday el 23 de octubre de 2012 para ser el suplente de Chris Kirkland. Dejó el club al término de la temporada 2013-14 sin debutar.

### Barnsley
El 13 de junio de 2014 fichó por dos años con el Barnsley de la League One. Debutó con el primer equipo el 9 de agosto en la derrota por 1-0 ante el Crawley Town. Jugó 25 encuentros en su primer año y renovó contrato con el club al término de la temporada. Fue parte de la gran campaña del Barnsley en la 2015-16, donde logró el ascenso a la Championship via play offs derrotando al Millwall por 3-1, y además ganó el Football League Trophy de 2016.
En la segunda división, logró el 14º lugar de la clasificación en la temporada 2016-17. En su segundo año en la Championship fue nombrado capitán del equipo, sin embargo, el Barnsley descendió a la League One en la EFL Championship de 2017-18.
Davies fue uno de los titulares en la campaña 2018-19 del club que aseguró el regreso a la segunda división. Jugó 42 de los 46 encuentros como titular, además fue nombrado en el equipo del año de la League One. Se reportó que el club le ofreció una nueva oferta de contrato para el término de la temporada.

### Stoke City
El 25 de junio de 2019 Adam fichó por el Stoke City de la Championship.

## Selección nacional
Davies, de padre galés, nació en Rinteln, Alemania, mientras su padre servía por las Fuerzas Armadas británicas.
Fue llamado por primera vez a la selección de Gales el 5 de octubre de 2016. Debutó con el seleccionado galés el 20 de marzo de 2019 en la victoria por 1-0 sobre Trinidad y Tobago, amistoso jugado en el Racecourse Ground en Wrexham, cuando entró al segundo tiempo por Danny Ward.

## Estadísticas

### Clubes
Actualizado al último partido disputado el 3 de mayo de 2025.
| Club                                                                                                   | Div.          | Temporada     | Liga  | Liga  | Copas nacionales(1) | Copas nacionales(1) | Total | Total |
| Club                                                                                                   | Div.          | Temporada     | Part. | Goles | Part.               | Goles               | Part. | Goles |
| --- | ------------- | ------------- | ----- | ----- | ------------------- | ------------------- | ----- | ----- |
| Sheffield Wednesday F. C. Inglaterra                                                                   | 2.ª           | 2012-13       | 0     | 0     | 0                   | 0                   | 0     | 0     |
| Sheffield Wednesday F. C. Inglaterra                                                                   | 2.ª           | 2013-14       | 0     | 0     | 0                   | 0                   | 0     | 0     |
| Sheffield Wednesday F. C. Inglaterra                                                                   | Total club    | Total club    | 0     | 0     | 0                   | 0                   | 0     | 0     |
| Barnsley F. C. Inglaterra                                                                              | 3.ª           | 2014-15       | 23    | 0     | 2                   | 0                   | 25    | 0     |
| Barnsley F. C. Inglaterra                                                                              | 3.ª           | 2015-16       | 41    | 0     | 8                   | 0                   | 49    | 0     |
| Barnsley F. C. Inglaterra                                                                              | 2.ª           | 2016-17       | 46    | 0     | 3                   | 0                   | 49    | 0     |
| Barnsley F. C. Inglaterra                                                                              | 2.ª           | 2017-18       | 35    | 0     | 4                   | 0                   | 39    | 0     |
| Barnsley F. C. Inglaterra                                                                              | 3.ª           | 2018-19       | 42    | 0     | 5                   | 0                   | 47    | 0     |
| Barnsley F. C. Inglaterra                                                                              | Total club    | Total club    | 187   | 0     | 22                  | 0                   | 209   | 0     |
| Stoke City F. C. Inglaterra                                                                            | 2.ª           | 2019-20       | 4     | 0     | 1                   | 0                   | 5     | 0     |
| Stoke City F. C. Inglaterra                                                                            | 2.ª           | 2020-21       | 17    | 0     | 4                   | 0                   | 21    | 0     |
| Stoke City F. C. Inglaterra                                                                            | 2.ª           | 2021-22       | 12    | 0     | 3                   | 0                   | 15    | 0     |
| Stoke City F. C. Inglaterra                                                                            | Total club    | Total club    | 33    | 0     | 8                   | 0                   | 41    | 0     |
| Sheffield United F. C. Inglaterra                                                                      | 2.ª           | 2021-22       | 0     | 0     | ―                   | ―                   | 0     | 0     |
| Sheffield United F. C. Inglaterra                                                                      | 2.ª           | 2022-23       | 7     | 0     | 3                   | 0                   | 10    | 0     |
| Sheffield United F. C. Inglaterra                                                                      | 1.ª           | 2023-24       | 0     | 0     | 1                   | 0                   | 1     | 0     |
| Sheffield United F. C. Inglaterra                                                                      | 2.ª           | 2024-25       | 3     | 0     | 2                   | 0                   | 5     | 0     |
| Sheffield United F. C. Inglaterra                                                                      | Total club    | Total club    | 10    | 0     | 6                   | 0                   | 16    | 0     |
| Total carrera                                                                                          | Total carrera | Total carrera | 230   | 0     | 36                  | 0                   | 266   | 0     |
| (1) Incluye datos del Football League Trophy (2014-15, 2018-19), Play offs de la League One (2015-16). |               |               |       |       |                     |                     |       |       |

### Selección nacional
| Selección      | Temporada     | Amistosos | Amistosos | Europa | Europa | Mundial | Mundial | Total | Total |
| Selección      | Temporada     | Part.     | Goles     | Part.  | Goles  | Part.   | Goles   | Part. | Goles |
| -------------- | ------------- | --------- | --------- | ------ | ------ | ------- | ------- | ----- | ----- |
| Absoluta Gales | 2019          | 1         | 0         | -      | -      | -       | -       | 1     | 0     |
| Absoluta Gales | Total         | 1         | 0         | 0      | 0      | 0       | 0       | 1     | 0     |
| Total carrera  | Total carrera | 1         | 0         | 0      | 0      | 0       | 0       | 1     | 0     |

## Palmarés

### Títulos nacionales
| Título                 | Club           | País       | Año     |
| ---------------------- | -------------- | ---------- | ------- |
| Football League Trophy | Barnsley F. C. | Inglaterra | 2015-16 |

### Distinciones individuales
| Distinción                          | Año     |
| ----------------------------------- | ------- |
| Equipo del año de la EFL League One | 2018-19 |